# Olmeda del Rey
Olmeda del Rey település Spanyolországban, Cuenca tartományban. Olmeda del Rey Cuenca, Monteagudo de las Salinas, Chumillas, Las Valeras, Valdetórtola és Arcas del Villar községekkel határos. Lakosainak száma 123 fő (2024).

## Népesség
A település népessége az utóbbi években az alábbiak szerint változott:
| Lakosok száma | 234  | 218  | 209  | 180  | 158  | 136  | 138  | 132  | 130  | 123  |
|               | 2001 | 2004 | 2006 | 2009 | 2011 | 2014 | 2016 | 2019 | 2021 | 2024 |